# ひとりぼっちじゃない (小説)
『ひとりぼっちじゃない』は、伊藤ちひろによる小説。KADOKAWAより 2018年8月31日に刊行され、2022年10月24日に文庫化された。
不器用でコミュニケーションの苦手な歯科医師・ススメの歯科クリニックでの日常や謎の多い女性・宮子とのいびつな恋愛などがススメの日記形式で描かれる。
2023年3月10日に原作者の伊藤ちひろが監督・脚本を担当した映画版が公開された。

## あらすじ
中年の歯科医師の男性・ススメは、勤務する歯科クリニックの同僚のことなど身の回りのことを日記に書き始める。不器用で人となかなか上手にコミュニケーションをとれないススメの日記は後輩歯科医師の青井篤史など好感情で書かれる人物もいるものの、いつしか怒りや不安、不満など負の感情が溢れたものになっていく。
その中でも、新人歯科助手で人気者の川西舞華とは相性が悪いと感じて、日記の中でも彼女に関することが増えていく。そんな時、クリニックの飲み会で、ちょっとしたことで揉めて川西が泣きながらススメの顔を殴るという事件が起き、みんなが川西を慰める状況を見て落胆したススメはしばらく職場を休む。
ススメはそれでも、休暇中に無性に川西と話したくなるが、二人きりでは会いにくいと思ったため、大学時代の友人・ケンちゃんに付き添ってもらい、川西を食事に誘う。3人で打ち解けて話すうちに、川西はススメに対してはもともと好意的であることが分かり関係は改善され、少しずつ親密になっていく。
そんなある日、いきつけのスーパーで、以前「紹興酒」を探すのを手伝った女性に会い、もらった名刺からその女性がアロマ専門店を経営する松坂宮子だと知る。結婚退職をする川西に今までのお礼に何かプレゼントを考えていたススメは宮子の店で調合してもらった香水を贈ることにし、自分専用の香水も作ってもらうことにする。ススメは宮子の調合した香水を愛用し始め、少し落ち込んだりした時には、宮子の店を予約し、マッサージを受けたりして楽しいひと時を過ごしていた。
少しずつ距離が縮まるにつれて、互いの知り合いでもある、ススメの行きつけのスーパーでバイトしているヨウちゃんも交えて、3人で宮子の部屋で過ごしたりし、やがてススメは宮子に思いを寄せるようになっていく。しかし、宮子は距離が近づいたかと思っても、突如連絡が取れなくなったりするなど謎の多い女性であり、次第にススメを翻弄していくようになる。

## 登場人物

### 主要人物
ススメ
歯科クリニック勤務の歯科医師。37歳。不器用でコミュニケーションが苦手。
他の歯科医師やスタッフの反応を過剰に気にする傾向がある。
原口（はらぐち）
歯科医師。クリニックではススメの先輩。腕が良く院長からも信頼されている。
歯科クリニックを開業し独立する。
青井篤史（あおい あつし）
後輩歯科医師。28歳。スマートで患者受けも良い。
前のクリニックで女性患者に付きまとわれたため、現在のクリニックに移ってきた。
川西舞華（かわにし まいか）
歯科助手。仕事は的確で周囲からの人気もあるが、ギャル的で化粧が濃く、ススメは苦手意識を持っている。
川西はススメのことを好意的に評価しており、ススメにとっては他のスタッフよりも関わりは深い。結婚退職する。
松坂宮子（まつざか みやこ）
アロマオイルなどの店「ハーモニアス」を経営。清潔感にあふれ、凛としている。
だが、とらえどころがなく謎が多い。ススメが恋をする女性。
蓉子（ようこ） / ヨウちゃん
宮子の友人。22歳。高校生の時、駅でよく見かける宮子が気になって声をかけて以来、宮子とは5年の付き合い。
ススメ行きつけの「スーパーららら」のレジ担当。愛想が良くアジサイみたいだとススメが気に入っていた。

### 歯科クリニック
ススメたちが勤務するクリニック。

#### スタッフの女性
小山田（おやまだ）
歯科助手。同棲して3年になる彼氏がいる。
北（きた）
受付スタッフ。備品担当。
星川（ほしかわ）
受付スタッフ。受付周りも整っており、徹底した美意識を持っている。
山根（やまね）
歯科助手。
郡司（ぐんじ）
歯科衛生士。
田端（たばた）
歯科衛生士。
垣内（かきうち）
歯科助手。衛生士になろうと勉強している。川西に嫉妬心を持っているらしい。

#### 院長・歯科医師
院長
ススメはほとんど期待されていないと感じていたが、原口の独立後は一身に期待を受ける。
岩槻慎三（いわつき しんぞう）
原口の後任の歯科医師。元中学教諭。真面目でススメや他のスタッフにも細やかな気遣いをする。

### ススメの関係者
寿々音（すずね）
ススメの元カノ。ススメはプライドが高いと言っていた。　　
ケンちゃん
ススメの友人。既婚者で妻は華道家。歯科大の医局の病理研究室に勤務。
舌癌の研究が専門。川西とは相性がよく楽しそうに話す。
朋子
ススメの母の同居人。ススメの母と楽しく暮らしているらしい。

## 書誌情報
1. ひとりぼっちじゃない（2018年8月31日、KADOKAWA、ISBN 978-4-04-106746-8）
2. ひとりぼっちじゃない（2022年10月24日発売、角川文庫、ISBN 978-4-04-112534-2）

## 映画
2023年3月10日に公開された。企画・プロデュースは行定勲、監督・脚本は本作が初監督作となる伊藤ちひろ、主演は映画初主演となる井口理（King Gnu）。 PG12指定。

### キャスト
ススメ
演 - 井口理（King Gnu）
歯科医師。コミュニケーションが苦手で、想像上の患者と会話する癖がある。
宮子
演 - 馬場ふみか。
ススメが恋をするマッサージ店で働く女性。とらえどころがなく謎が多い。
蓉子
演 - 河合優実
宮子の友人。ススメを惑わせる。
患者
演 - 相島一之
デンタルクリニックの患者。外出先でススメを見かけたと言い張る。
店員
演 - 高良健吾
ススメのセミナー研修先「MORITA」の職員。
劇団員
演 - 浅香航大
「劇団ロゴス」団員。「bub」公演でキリン男を演じる。
男性
演 - 長塚健斗（WONK）
宮子の周りによく出没する男性。宮子の兄だと蓉子は思っている。
動画配信者
演 - じろう（シソンヌ）
ススメは「不運を引き起こす力の正体」という動画を観る。
院長
演 - 盛隆二
ススメが勤めるデンタルクリニックの院長。
男性
演 - 森下創
このあいだのレモンのお礼にキャベツを宮子にあげようとする女装の男。
ススメの母
演 - 千葉雅子

朋子
演 - 峯村リエ
ススメの母の友人。
助手
演 - 里々佳（役名：垣内）、葉丸あすか
歯科助手。
星川
演 - 辻千恵
デンタルクリニックの受付。
二列目の男
演 - タカハシシンノスケ
三列前の客席からススメたちを見つめる男。
劇団員
演 - 栫良太、井並テン、椎名香織、山本真莉
「劇団ロゴス」団員。
店員
演 - 渡辺紘文、渡辺潤、鈴木浩文
ススメ行きつけの中華料理屋の店員。

### スタッフ
- 原作 - 伊藤ちひろ『ひとりぼっちじゃない』（KADOKAWA刊）
- 監督・脚本 - 伊藤ちひろ
- 企画・プロデュース - 行定勲
- エグゼクティブプロデューサー - 古賀俊輔、倉田奏補、吉村和文、吉永弥生
- プロデューサー - 金吉唯彦、吉澤貴洋、新野安行
- 宣伝プロデューサー - 平下敦子
- 撮影 - 大内泰
- 照明 - 神野宏賢
- 録音 - 日下部雅也
- 音響効果 - 岡瀬晶彦（J.S.A.）
- 美術 - 福島奈央花
- 装飾 - 遠藤善人
- スタイリスト - 高橋さやか
- ヘアメイクデザイン - 倉田明美
- ヘアメイク - 吉田冬樹
- 編集 - 脇本一美
- VFXスーパーバイザー - 進威志
- 音楽 - 手島領（am8）
- 劇中映像 - 嶌村吉祥丸
- スクリプター - 押田智子
- 助監督 - 木ノ本豪
- 制作担当 - 大川哲史
- 企画協力 - KADOKAWA
- 配給 - パルコ
- 宣伝 - 満塁
- 制作プロダクション - ザフール
- 製作 -「ひとりぼっちじゃない」製作委員会（ザフール、セカンドサイト、ダイバーシティメディア、ミシェルエンターテイメント）